# Ravine Mahaut (St. Lucia)
Die Ravine Mahaut ist ein Bach auf der Karibikinsel St. Lucia.

## Geographie
Der Fluss entspringt im Quarter Laborie bei Londonderry (Getrine) und mündet nach nur etwa 500 m  bereits in den Balembouche River.